# 麥克勒格 (密蘇里州)
麥克勒格（英語：McClurg）是位於美國密蘇里州托尼縣的非建制地區。

## 歷史
麥克勒格的郵局於1894年設立，其後於1993年停運。

## 地理
麥克勒格所處的海拔為高於海平面347米（即1138英呎），而該地所採用的時區為UTC-6，即北美中部時區（CST）。同時該地設有夏令時間，為UTC-6調快一小時，即UTC-5（CDT）。